# بازل IA
بازل IA
اتفاقية  تنظيم العمل المصرفي
اقترحت الاتفاقية كحل وسط بين بازل 1 وبازل 2 التي لم تنفذ. كان من الممكن أن تكون بازل أكثر حساسية للمخاطر من بازل 1 ولكنها لن تكون معقدة مثل بازل 2.
في 20 يوليو 2007 بموجب صفقة بين مختلف المنظمين البنكيين في الولايات المتحدة (الاحتياطي الفيدرالي، ومكتب المراقب المالي للعملة، ومكتب الاشراف على التوفير، والمؤسسة الفدرالية للتأمين على الودائع) تقرر توحيد بازل 1 وبازل 2 وإلغاء اتفاقية بازل المقترحة وتسمح لبازل مكانها.
اقترحت الولايات المتحدة في البداية أن البنوك ستحتاج إلى استخدام النهج المتقدم فقط إذا كانت ستطبق بازل 2.
ذكر رئيس مجلس الاحتياطي الفيدرالي أن البنوك الأصغر التي لا يمكنها الانتقال إلى نظام IA المتقدم أو بازل 2 وترغب في الانتقال إلى كليهما يجب أن تستمر بالعمل بموجب اتفاقية بازل 1.
أن اتفاقية بازلIA كان يجب أن تصلح الأخطاء في بازل 1 وبازل 2.

## طالع أيضًا
• اتفاقيات بازل
1. ↑  "Monster Jobs - Job Search, Career Advice & Hiring Resources | Monster.com". www.monster.com (بالإنجليزية الأمريكية). Archived from the original on 2021-12-05. Retrieved 2021-12-09.
2. ↑  "Welcome". FDIC International 2020 (بالإنجليزية الأمريكية). Archived from the original on 2021-12-04. Retrieved 2021-12-09.
3. ↑  "Financial Services". NCR. مؤرشف من الأصل في 2021-11-26. اطلع عليه بتاريخ 2021-12-09.
4. ↑  "Basel Stadt [Schweiz] | Sehenswürdigkeiten, Veranstaltungen 2021". www.basel.com (بالألمانية). Archived from the original on 2021-11-29. Retrieved 2021-12-09.
5. ↑  "Home Page". Banks.com (بالإنجليزية الأمريكية). Archived from the original on 2021-12-03. Retrieved 2021-12-09.